# António Novais Madureira
António Luís Novais Madureira (n. Barcelos, 1943) é um arquitecto português.
Em 1969 licenciou-se em arquitectura na Escola Superior de Belas-Artes do Porto, tendo aí sido docente das disciplinas de Construção de 1980 a 1984. A partir dessa data, foi docente da Faculdade de Arquitectura da Universidade do Porto (FAUP).
Tem diversas obras em colaboração com o arquitecto Siza Vieira, de quem foi o principal colaborador de 1965 a1971.
Reformou-se a 31 de Agosto de 2010 do corpo de docentes da FAUP.